# گیتی ساعتچی
گیتی ساعتچی (زادهٔ ۱۳۳۷) بازیگر سینما و تلویزیون اهل ایران است. گیتی ساعتچی با نقش «پروانه» در سریال به یاد ماندنی تلخ و شیرین شناخته شد. وی از هنرمندان با سابقه است که در سریال معمای شاه نقش تاج‌الملوک آیرملو را بازی کرد.

## آثار

### سینمایی
1. فیتیله و ماه‌پیشونی (۱۳۹۰)
2. آژانس ازدواج (۱۳۸۹)
3. سایه وحشت (۱۳۸۷)
4. جان‌سخت (۱۳۷۶)
5. روز دیدار (۱۳۷۴)
6. شریک زندگی (۱۳۷۳)

### مجموعه تلویزیونی
| سال  | مجموعه تلویزیونی     | کارگردان             | توضیحات                                  |
| ۱۳۵۳ | تلخ و شیرین          | منصور پورمند         | تلویزیون ملی ایران                       |
| ۱۳۵۶ | خسرو میرزای دوم      | نصرت کریمی           | تلویزیون ملی ایران                       |
| ۱۳۵۶ | طلاق                 | مسعود اسداللهی       | تلویزیون ملی ایران                       |
| ۱۳۵۶ | عشق پیری             | جلال احساس           | تلویزیون ملی ایرانپخش در نوروز ۵۷        |
| ۱۳۵۶ | ایتالیا ایتالیا      | نوذر آزادی           | تلویزیون ملی ایران۶ قسمتدر نقش کلفت خانه |
| ۱۳۶۷ | جستجو                | محمدرضا ممجد         | شبکه ۱                                   |
| ۱۳۷۱ | چنگال                | عباس مبشری           |                                          |
| ۱۳۷۲ | خانواده حمزه علی خان | محمدباقر خسروی       | شبکه ۱                                   |
| ۱۳۷۴ | داستان یک زندگی      | کامبیز دری           | شبکه ۱                                   |
| ۱۳۷۴ | فراری                | ناصر محمدی           | شبکه ۱                                   |
| ۱۳۷۵ | همتاسه               | کامبیز دری           | شبکه ۱                                   |
| ۱۳۷۵ | فصلی دیگر            | علی نقی‌لو            | شبکه ۱                                   |
| ۱۳۷۵ | بازگشت               | امیر هوشنگ دانایی    | شبکه ۱                                   |
| ۱۳۷۵ | قوهای سپید           | داریوش جهانگیری      | شبکه ۱                                   |
| ۱۳۷۶ | گل یخ                | داریوش جهانگیری      | شبکه ۱                                   |
| ۱۳۷۶ | تنگنا                | داریوش منتظری        | شبکه ۱                                   |
| ۱۳۷۶ | بازگشت پرستوها       | ابوالقاسم طالبی      | شبکه ۲                                   |
| ۱۳۷۶ | گل‌های آفتابگردان     | مسعود شاه‌محمدی       | شبکه ۱                                   |
| ۱۳۷۶ | همه فرزندان من       | محمد دستگردی         | شبکه ۱                                   |
| ۱۳۷۷ | راز یک خزان          | فرامرز باصری         | شبکه ۱                                   |
| ۱۳۸۲ | مسافر پردردسر        | شاهرخ حمیدی مقدم     | شبکه سحردر نقش راضیه                     |
| ۱۳۸۶ | سرنوشت               | محمدرضا زهتابی       | شبکه ۱                                   |
| ۱۳۸۸ | به کجا چنین شتابان   | ابوالقاسم طالبی      | شبکه تهران                               |
| ۱۳۸۸ | کلاتتر               | محسن شاه محمدی       | شبکه یکاپیزود دخترعمو                    |
| ۱۳۹۰ | دختری به نام آهو     | قدرت‌الله صلح میرزایی | شبکه تهران                               |
| ۱۳۹۲ | بچه‌های نسبتا بد      | سیروس مقدم           | شبکه ۱                                   |
| ۱۳۹۴ | معمای شاه            | محمدرضا ورزی         | شبکه ۱در نقش تاج الملوک                  |